# Super Monkey Ball 2
Super Monkey Ball 2 (スーパーモンキーボール2 Sūpā Monkī Bōru Tsū?) är en plattform partyspelspel datorspel som utvecklats av Amusement Vision och publicerades av Sega 2002 för GameCube. Det är den andra delen i Super Monkey Ball-serien och den första som endast spelkonsol.